# Eclissi solare del 16 febbraio 1999
L'eclissi solare del 16 febbraio 1999 è un evento astronomico che ha avuto luogo il suddetto giorno attorno alle ore 6.34 UTC. 
L'eclissi, di tipo anulare, è stata visibile in alcune parti dell'Africa, dell'Asia (India), dell'Antartide, dell'Oceania (Australia).
L'evento del 16 febbraio 1999 è stata la prima eclissi solare nel 1999 e la 223ª nel XX secolo. La precedente eclissi solare si è verificata il 22 agosto 1998, la seguente l'11 agosto 1999. L'eclissi avrà un'ampiezza massima di 160 chilometri e una durata di 3 minuti e 28 secondi.

## Eclissi correlate

### Eclissi solari 1997 - 2000
Questa eclissi è un membro di una serie semestrale. Un'eclissi in una serie semestrale di eclissi solari si ripete approssimativamente ogni 177 giorni e 4 ore (un semestre) in nodi alternati dell'orbita della Luna.

### Ciclo di Saros 140
L'evento fa parte del ciclo Saros 140, che si ripete ogni 18 anni, 11 giorni, contenente 71 eventi. La serie è iniziata con un'eclissi solare parziale il 16 aprile 1512. Contiene eclissi totali dal 21 luglio 1656 al 9 novembre 1836, eclissi ibride dal 20 novembre 1854 al 23 dicembre 1908 ed eclissi anulari dal 3 gennaio 1927 al 7 dicembre 2485. La serie termina al membro 71 con un'eclissi parziale il 1º giugno 2774. La durata più lunga della totalità è stata di 4 minuti e 10 secondi il 12 agosto 1692.